# Jess Thorup
Jess Thorup (* 21. Februar 1970 in Hjerting) ist ein ehemaliger dänischer Fußballspieler. Er ist seit dem Ende seiner aktiven Karriere als Trainer tätig.

## Sportliche Laufbahn
Thorup entstammt der Jugend von Odense BK. Für den Klub debütierte er 1989 im dänischen Profifußball und gewann im selben Jahr den dänischen Meistertitel. 1991 und 1993 gewann der Stürmer zudem den Landespokal. 1996 wechselte er nach Deutschland und schloss sich dem KFC Uerdingen 05 an, mit dem er in der 2. Bundesliga antrat. Nach nur drei Toren in 39 Ligaspielen zog er nach anderthalb Jahren zum Jahreswechsel 1997/98 nach Österreich weiter und spielte beim FC Tirol Innsbruck. Er kehrte im Sommer 1998 nach Dänemark zurück und lief bis 2005 für den Esbjerg fB auf. Anschließend ließ er bei Ham-Kam in Norwegen seine Karriere ausklingen.

## Trainerlaufbahn
2006 kehrte Thorup als Trainerassistent von Troels Bech zu Esbjerg fB zurück. Nach der Entlassung seines Chefs im November 2008 übernahm er als Interimstrainer für drei Spiele die Mannschaft, kehrte anschließend wieder ins zweite Glied zurück und arbeitete Ove Pedersen zu. Nach dessen Rücktritt im März 2011 stieg er zum Cheftrainer auf. Er konnte den Abstieg aus der Superliga nicht verhindern. Nach dem direkten Wiederaufstieg platzierte sich die Mannschaft im sicheren Mittelfeld und gewann den Landespokal gegen Randers FC. Thorup wurde anschließend zum Trainer des Jahres gewählt.
Thorup wechselte im Sommer 2013 in den Dienst des dänischen Fußballverbandes. Als Trainer der dänischen U21-Mannschaft nahm er an der U21-Europameisterschaft 2015 teil, in der die Auswahl das Halbfinale erreichte. Dort scheiterte man am späteren Sieger Schweden.
Nach der EM kehrte Thorup in den Vereinsfußball zurück und übernahm den FC Midtjylland als Nachfolger von Glen Riddersholm, der nach dem Gewinn des Meistertitels zurückgetreten war. Nach dem Ausscheiden in der Qualifikation zur UEFA Champions League gegen APOEL Nikosia überstand die Mannschaft unter seiner Leitung die Gruppenphase der UEFA Europa League 2015/16. Im Sechzehntelfinale ließ sie mit einem 2:1-Hinspielerfolg über Manchester United aufhorchen, schied aber nach einer 1:5-Niederlage im Rückspiel aus dem Wettbewerb aus.
Am 10. Oktober 2018 wurde er als Trainer durch den belgischen Klub KAA Gent verpflichtet. Die Saison 2018/19 wurde von Gent als Fünfter der Meister-Play-off beendet. Im Juli 2019 wurde der KV Mechelen wegen der Manipulation des Spieles der ersten Division KV Mechelen gegen Waasland-Beveren am 11. März 2018 in der Saison 2017/18 unter anderem mit dem Ausschluss aus der Europa League bestraft. Alle belgischen Vereine rückten um einen Qualifikationsplatz auf. Den damit frei gewordenen letzten Platz übernahm der KAA Gent als erster nicht qualifizierter Verein, so dass Gent für die Europa League qualifiziert war und dort als erstes Spiel in der 2. Qualifikationsrunde gegen FC Viitorul Constanța spielte. Über die weiteren Qualifikationsrunden erreichte der Verein schließlich die Gruppenphase, wo er die Gruppe I mit drei Siegen und drei Unentschieden gewann. Gent nahm damit am Sechzehntelfinale teil und schied dort gegen den AS Rom aus.
In der Saison 2019/20 lag Gent hinter dem FC Brügge auf Platz 2, als die Meisterschaft nach dem 29. Spieltag der Hauptrunde wegen der COVID-19-Pandemie abgebrochen wurde. Da die Abbruchtabelle für die Europapokal-Plätze herangezogen wurde, qualifizierte sich Gent für die 3. Qualifikationsrunde zur UEFA Champions League 2020/21.
Nachdem der Verein in der Saison 2020/21 die ersten beiden Spiele verloren hatte, wurde Thorup am 20. August 2020 als Trainer entlassen.  Am 24. September 2020 wurde er vom Ligakonkurrenten KRC Genk als neuer Trainer verpflichtet. Er erhielt dort einen Vertrag bis Sommer 2023. Anfang November 2020 erhielt er ein Angebot des FC Kopenhagen als neuer Trainer. (Der alte Trainer war dort am 10. Oktober entlassen worden.) Auf seine Bitten wurde der Vertrag vom KRC Genk aufgelöst. Thorup unterschrieb in Kopenhagen einen Vertrag bis Sommer 2024.
Nachdem der amtierende Meister in der Saison 2022/23 nach zehn Spieltagen nur auf dem neunten Platz gelegen hatte, wurde Thorup am 20. September 2022 entlassen.
Im Oktober 2023 übernahm er als Nachfolger des entlassenen Enrico Maaßen nach dem siebten Spieltag den Bundesligisten FC Augsburg. Der Verein stand vor seinem Amtsantritt mit fünf Punkten auf dem 15. Platz. Er schloss die Saison 2023/24 auf dem elften Platz ab, nur drei Zähler fehlten zur Qualifikation für die UEFA Conference League. In der Saison 2024/25 folgte Platz 12. Eine Woche nach dem Saisonende trennte sich der Verein von Thorup und dem Sportdirektor Marinko Jurendić.

## Titel
Als Spieler
- Dänischer Meister: 1989 (Odense BK)
- Dänischer Pokalsieger (2): 1991, 1993 (beide Odense BK)

Als Trainer
- Dänischer Meister (2): 2018 (FC Midtjylland), 2022 (FC Kopenhagen)
- Dänischer Pokalsieger: 2013 (Esbjerg fB)

Auszeichnungen
- Dänischer Trainer des Jahres: 2013